# تياغو راموس فيرنانديز
تياغو راموس فيرنانديز (11 أكتوبر 1983 بريو دي جانيرو في البرازيل - ) هو لاعب كرة قدم برازيلي في مركز الهجوم. لعب مع نادي أمريكا ونادي فلومينينسي ويو تي أي أراد ونادي فيلا نوفا ونادي مادوريرا ونادي إيتوانو وأسوسياو أتليتيكا إنترناسيونال ‏ وCentro de Futebol Zico Sociedade Esportiva ‏ وEsporte Clube São João da Barra ‏ وBonsucesso Futebol Clube ‏ وC.D. Olivais e Moscavide ‏.

## وصلات خارجية
- تياغو راموس فيرنانديز على موقع قاعدة بيانات كرة القدم.إي يو (الإنجليزية)
- تياغو راموس فيرنانديز على موقع Soccerway.com (الإنجليزية)